# Übergeneralisierung (Linguistik)
Übergeneralisierung, auch Überregularisierung, bedeutet in der Sprachwissenschaft, dass eine Sprachform regelhaft, aber unüblich nach dem Vorbild einer oder mehrerer anderer Sprachformen gebildet wird. Der Begriff wird besonders häufig in der Sprachdidaktik und in der Spracherwerbsforschung verwendet. Übergeneralisierungen kommen auch dann zustande, wenn ein Sprecher/Schreiber einen Ausdruck verwenden möchte, dessen Verwendungsmöglichkeiten er nicht oder nicht sicher genug kennt.

## Übergeneralisierung im Spracherwerb
Besonders auffällig sind Übergeneralisierungen bei Kindern, die dabei sind, ihre Muttersprache zu erlernen. Es dauert eine Weile, bis sie den Wortschatz und die Regelsysteme so weit beherrschen, dass sie sie sicher und angemessen anwenden können. In der Entwicklungsphase, in der dieses Stadium noch nicht erreicht ist, können Übergeneralisierungen gehäuft beobachtet werden. So ist immer wieder zu hören, dass Kinder die starken („unregelmäßigen“) Verben mit schwachen („regelmäßigen“) verwechseln. Dadurch verwenden sie Formen wie „fliegte“ oder „trinkte“. Els Oksaar, die ausführlich auf Übergeneralisierungen eingeht und ihnen eine „systembildende Wirkung“ zuschreibt, zitiert als weiteres Beispiel den Satz: „Opa hat gesitzt und gelest.“
Das gleiche Phänomen tritt auch bei Substantiven auf, wenn es darum geht, diese im Plural zu verwenden. Hans Ramge berichtet von seinem Sohn, der nach und nach eine Pluralendung nach der anderen lernt und diese immer wieder verallgemeinert, dabei auch verschiedene Formen gleichzeitig nebeneinander, so z. B. „Räder“ neben „Rade“ und „Räders“.

## Übergeneralisierung als allgemeine Sprecherstrategie
Übergeneralisierungen sind nicht nur auf Kinder im Spracherwerbsalter beschränkt. Es handelt sich vielmehr um eine Strategie, der alle Menschen gelegentlich folgen, wenn sie einen Ausdruck gebrauchen wollen oder müssen und dessen Verwendungsregeln nicht kennen. Analogie oder Regelübertragung führen in solchen Fällen zu Übergeneralisierungen.

## Hyperkorrektur und Übergeneralisierung
Hyperkorrektur ist ein Phänomen, das gelegentlich als eine Form von Übergeneralisierung angesehen wird. So findet man im Artikel „Übergeneralisierung“ bei Helmut Glück einen Verweis auf „Hyperkorrektur“ dergestalt, dass „Hyperkorrektur“ als eine der Bedeutungen von „Übergeneralisierung“ angegeben wird.
Hyperkorrektur wird ebenfalls für im Ergebnis falsche Sprachformen verwendet; anders als bei „Übergeneralisierung“ ist damit aber ein besonderer sozialer Aspekt verbunden: Hyperkorrekte Formen haben ihre Ursache darin, dass jemand sich sprachlich an eine für vorbildhaft gehaltene Sprachform anpassen will und dabei „über das Ziel hinausschießt“.

## Übergeneralisierung in anderen Bereichen
Außer im Spracherwerb gibt es noch in anderen Bereichen Gegebenheiten, bei denen man von Übergeneralisierung spricht, z. B. in der Logik oder beim Einsatz künstlicher neuronaler Netze.